# Теодор Лабарр
Теодор Лабарр (фр. Théodore Labarre; 5 березня 1805, Париж — 9 березня 1870, Париж) — французький музикант і композитор.
Закінчив Паризьку консерваторію, в якій був учнем Франсуа-Жозефа Надермана і Ніколя Бокса. У 1823 році був вшанований другою Римською премією за кантату «Пірам і Фісба». Концертував як соліст у Франції та Великій Британії. У 1844 році випустив теоретичну працю «Школа гри на арфі» (фр. Méthode complète pour la harpe). У 1851 році очолив приватну капелу майбутнього імператора Наполеона III. З 1867 року — професор арфи в Паризькій консерваторії. Серед його учнів — Фелікс Годефруа.
Автор понад ста творів для арфи — фантазій, дуетів, тріо і т. д. Крім того, написав дев'ять опер і балетів, найбільшою популярністю з яких користувався балет «Повстання в сералі» (фр. La révolte au sérail), поставлений на сцені Паризької Опери балетмейстером Філіппо Тальоні (головну роль на прем'єрі 4 грудня 1833 року виконала його донька, знаменита балерина Марія Тальоні).
У 1862 році вшанований Орденом Почесного легіону .